# Glutarimide
Le glutarimide, aussi appelé cycloheximide, est un composé chimique constitué d'un anneau de pipéridine auquel sont fixés deux groupes cétone, de part et d'autre de l'atome d'azote, formant ainsi un groupe imide.